# 洛克斐勒遠環蚓
洛克斐勒遠環蚓（学名：Amynthas rockefelleri）为巨蚓科遠環蚓屬下的一个种。